# Ушумун
Ушумун — посёлок городского типа в Магдагачинском районе Амурской области России. Административный центр и единственный населённый пункт городского поселения и одноимённая железнодорожная станция (Транссиб). Расположен в девяноста километрах к юго-востоку от райцентра Магдагачи. 

## История
Населённый пункт впервые упоминается в 1912 году, когда была построена железнодорожная ветка Черняево — Ушумун (позднее была разобрана). По ней с пристани Черняево доставлялись грузы для строительства Транссиба.
Статус посёлка городского типа присвоен 28 декабря 1938 года.
12 мая 2005 года в соответствии с Законом Амурской области № 477-ОЗ образовано муниципальное образование «Рабочий посёлок (пгт) Ушумун» и наделено статусом городского поселения.

## Население
| 1939  | 1959  | 1970  | 1979  | 1989  | 2002  | 2009  |
| ----- | ----- | ----- | ----- | ----- | ----- | ----- |
| 6792  | ↘5971 | ↘4189 | ↘3632 | ↘3232 | ↘2920 | ↘2667 |
| 2010  | 2011  | 2012  | 2013  | 2014  | 2015  | 2016  |
| ↘2390 | ↘2380 | ↘2323 | ↘2271 | ↘2177 | ↘2094 | ↘2068 |
| 2017  | 2018  | 2020  | 2021  | 2023  |       |       |
| ↘2018 | ↘2006 | ↘1899 | ↘1750 | ↘1668 |       |       |

## Экономика
Главным предприятием посёлка является путевая машинная станция № 185 Забайкальской железной дороги. В составе ПМС находился шпалопропиточный завод (закрыт) с действующей узкоколейной железной дорогой длиной около десяти километров.

## Культура
Дом культуры, музыкальная школа.

## Достопримечательности
Памятник жителям посёлка, погибшим в годы Великой Отечественной войны, памятник В. И. Ленину, памятник жертвам японской оккупации.